# Coupe d'Irlande de football 1931-1932
Navigation
Édition précédente Édition suivante
La Coupe d'Irlande de football 1931-1932 , en anglais The Football Association of Ireland Challenge Cup, est la 11e édition de la Coupe d'Irlande de football organisée par la Fédération d'Irlande de football. La compétition commence le 27 décembre 1931, pour se terminer le 17 avril 1932. Les Shamrock Rovers remporte pour la cinquième fois la compétition en battant en finale le Dolphin FC. C'est la quatrième victoire consécutive des Rovers dans la compétition.

## Organisation
La compétition rassemble les douze clubs évoluant dans le championnat d'Irlande auxquels s'ajoutent 6 clubs évoluant dans les championnats provinciaux du Munster et du Leinster : Cobh Ramblers FC, Cork Bohemians, Edenville et Ormeau.
Les matchs ont lieu sur le terrain du premier nommé. En cas d'égalité un match d'appui est organisé sur le terrain du deuxième tiré au sort.

## Premier tour
Les matchs se déroulent les 27 décembre 1931 et les 9 et 10 janvier 1932.
| Club recevant                    | Score | Club visiteur                | Date             |
| -------------------------------- | ----- | ---------------------------- | ---------------- |
| Drumcondra Football Club         | 3-1   | Cork Bohemians Football Club | 27 décembre 1931 |
| Bohemian FC                      | 8-0   | Cobh Ramblers FC             | 9 janvier 1932   |
| Bray Unknowns                    | 1-2   | Cork FC                      | 9 janvier        |
| Edenville                        | 2-1   | Jacob's Football Club        | 9 janvier        |
| Shamrock Rovers                  | 9-3   | Ormeau                       | 10 janvier       |
| Brideville FC                    | 1-4   | Waterford United             | 10 janvier       |
| Saint James's Gate Football Club | 0-10  | Dolphin FC                   | 10 janvier       |
| Dundalk FC                       | 1-2   | Shelbourne FC                | 10 janvier       |

## Deuxième tour
Les matchs se déroulent les 6 et 7 février 1932.
| Club recevant         | Score | Club visiteur    | Date           |
| --------------------- | ----- | ---------------- | -------------- |
| Bohemian FC           | 2-0   | Drumcondra FC    | 6 février 1932 |
| Shamrock Rovers       | 4-2   | Edenville        | 6 février      |
| Dolphin Football Club | 3-2   | Cork FC          | 7 février      |
| Shelbourne FC         | 4-2   | Waterford United | 7 février      |

## Demi-finales
| Première demi-finale | Shamrock Rovers Football Club | 3-2 | Bohemian Football Club | Iveagh Grounds, Crumlin, Dublin |  |
| 5 mars 1932          | Paddy Moore (2) Smith         |     | Fred Horlacher Foy     |                                 |  |

| Deuxième demi-finale | Dolphin Football Club | 3-1 | Shelbourne Football Club | Glenmalure Park, Dublin |  |
| 27 mars 1932         | Somers Smith Paterson |     | Jones                    |                         |  |

## Finale
La finale a lieu le 17 avril 1932. Elle se déroule devant 32 000 spectateurs rassemblés dans le Dalymount Park à Dublin. Les Shamrock Rovers l'emportent contre le Dolphin FC sur le score d'un but à 0. Paddy Moore marque dans la deuxième finale consécutivement.
| Finale        | Shamrock Rovers Football Club | 1-0 | Dolphin Football Club | Dalymount Park, Dublin |                      |
| 18 avril 1931 | Paddy Moore                   |     |                       | Spectateurs : 32 000   | Spectateurs : 32 000 |